# Menhir von Lanvar

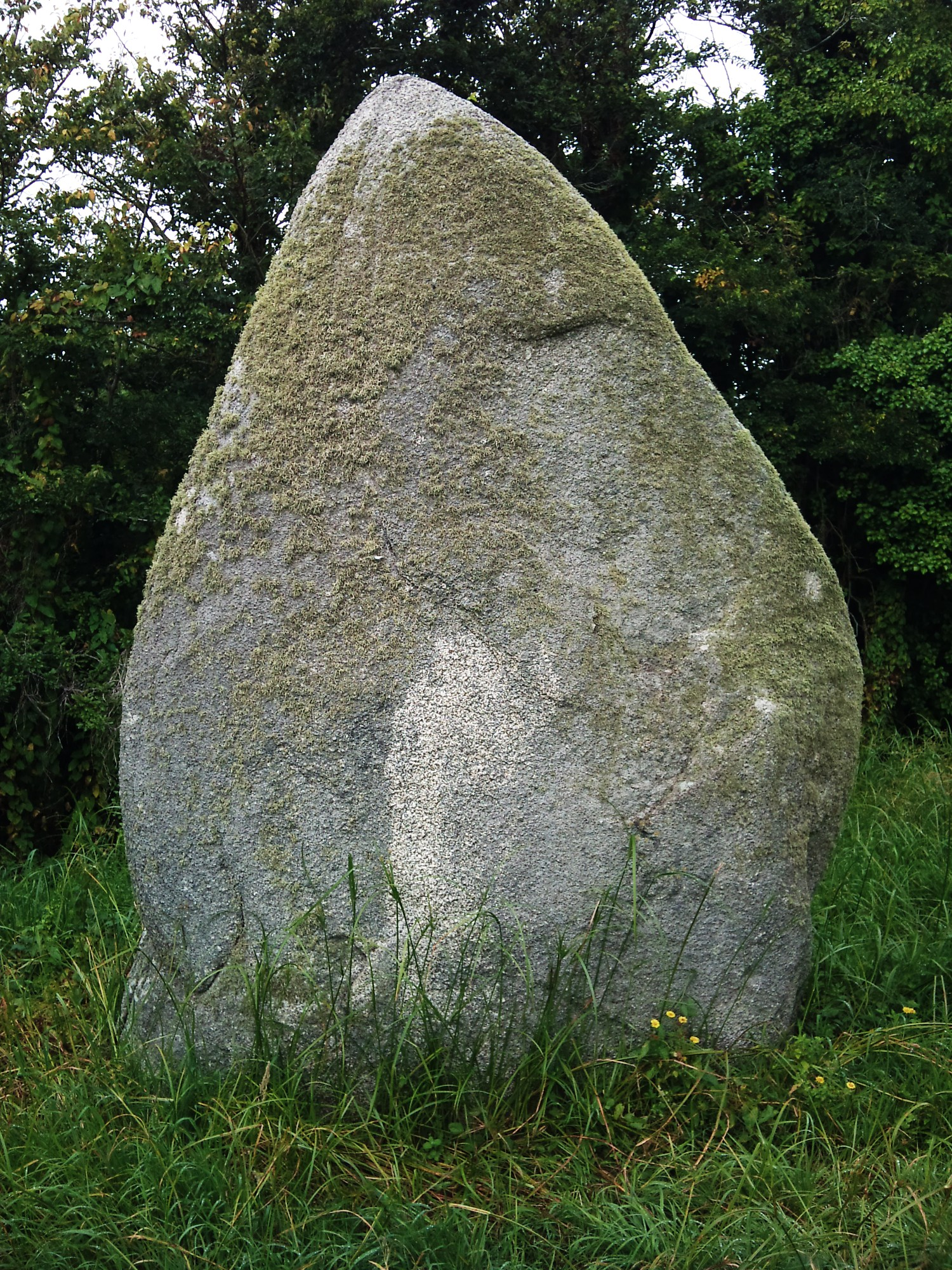
Menhir von Lanvar

Der Menhir von Lanvar befindet sich in der Rue du Menhir, einer Sackgasse, östlich von Lanvar und nördlich von Guilvinec in der Cornouaille im Département Finistère in der Bretagne in Frankreich. Er stand früher im Weiler Kervennec, in der Nähe eines Baches.
Der Menhir aus Granit, der im Umriss große Ähnlichkeit mit dem idealtypischen der Menhire von Ginestous aufweist, scheint die Funktion gehabt zu haben, eine Wasserstelle oder einen heiligen Ort (wahrscheinlich beides) anzuzeigen. In diesem Sinne spricht Charles-Tanguy Le Roux diese Kategorie von Monolithen als «marqueurs» bzw. indicateur an.
Der Stein ist etwa 3,0 Meter hoch, 2,0 breit und 1,0 m dick.
Der Menhir ist seit 1962 als Monument historique eingetragen.